# نحن والتراث (كتاب)
نحن والتراث (قراءات معاصرة في تراثنا الفلسفي)- كتاب للمفكر الفيلسوف المغربي "محمد عابد الجابري"، الطبعة الأولى من الكتاب ظهرت في عام 1980م الصادرة عن المركز الثقافي العربي، ثم توالت بعد ذلك طبعات أخري للكتاب، ومن دور نشر مختلفة.ويُعدّ من أبرز محاولاته في إعادة قراءة التراث الفلسفي الإسلامي بمنظور إبستمولوجي حديث. يُعد هذا العمل امتدادًا لما سمّاه الجابري "مشروع نقد العقل العربي"، إذ ينطلق من فرضية مركزية مفادها أن التراث ليس كيانًا مُقدسًا، بل هو بنية فكرية قابلة للتفكيك والتحليل ضمن شروط إنتاجها التاريخي والمعرفي.

## الكتاب
هذه القراءات المعاصرة لجوانب أساسية من تراثنا الفلسفي، أنجزها مفكر بارز من مفكري المغرب، مساهمة منه في المجهود المتواصل على صعيد الفكر العربي المعاصر من أجل إقرار طريقة ملائمة في التعامل مع التراث باعتباره أحد المحاور الرئيسية في إشكالية الفكر العربي في الوقت الحاضر، وعلى الرغم من ان هذه القراءات تمت كل واحدة منها بمعزل عن الأخرى، بمعنى انه لم يكن هناك تصور مسبق ينتظمها جميعًا، إلا أنها تصدر عن منهج واحد وعن رؤية واحدة حدد المؤلف اطارهما في المدخل العام للكتاب، مما يجعلها في الحقيقة قراءة واحدة، قراءة تتعدى مجرد البحث أو الدراسة، لأنها تتجاوز البحث الوثائقي والدراسة التحليلية وتقترح تأويلاً يعطي للمقروء معنى، ويجعله ذا مغزى بالنسبة لبيئته الفكرية الاجتماعية السياسية، وأيضًا بالنسبة لنا نحن القراء المعاصرين، إذ تحاول هذه القراءة أن تجعل المقروء معاصرًا لنا على صعيد الفهم والمعقولية، فجعل المقروء معاصرًا لنفسه معناه فصله عنا، وجعله معاصرًا لنا معناه وصله بنا. هذه القراءات تعتمد إذن الوصل والفصل كخطوتين منهجيتين رئيسيتين، وهنا بالضبط تكمن ميزتها الجوهرية وجدتها.

## محتوى الكتاب[4]
- مدخل عام: نحن والتراث
- مشروع قراءة جديدة لفلسفة الفارابي السياسية والدينية
- ابن سينا وفلسفته المشرقية
- حفريات في جذور الفلسفة العربية بالمشرق.
- ظهور الفلسفة في المغرب والأندلس
- ابن باجة وتدبير المتوحد
- المدرسة الفلسفية في المغرب والأندلس.
- مشروع قراءة جديدة لفلسفة ابن رشد.
- ابستيمولوجيا المعقول واللامعقول في مقدمة ابن خلدون.
- ما تبقى من الخلدونية.
- مشروع قراءة نقدية لفكر ابن خلدون.

## اقتباسات من الكتاب
" هوة تفصل بيننا وبين مزدهر ماضينا، وعقبات كأداء تحول دوننا ودون مواكبة عصرنا..فكيف نقتحم هذه ونردم تلك" نحن والتراث ص56 
"إن القراءة استنطاق.. وما يهمنا هو النصوص التي تقبل الاستنطاق لانها تمتنع عن النطق. أما تلك التي تنطق بما فيها لا تقبل استنطاقًا ولا تتحمله" نحن والتراث ص90
" لنتحرر من قيود التاريخ الأوروباوي النزعة، التاريخ الذي يتخذ الحضارة الغربية منظومة مرجعية، ولننظر إلى المسألة من الشرق. إننا في هذه الحالة سنرى ما لا يراه الآخرون، وأكيد اننا لن نرى كل ما يرونه" ص 134

## تحليل ونقد
يتوزع الكتاب على مجموعة من الدراسات المستقلة نسبيًا، تناول فيها الجابري أعلامًا فلسفيين مثل ابن رشد وابن خلدون والغزالي، ساعيًا إلى إعادة إدماجهم في سياق الفلسفة العربية باعتبارهم فاعلين في نسق فكري متكامل، وليسوا مجرد أفراد متفرقين. وهو في ذلك يعتمد منهجًا مزدوجًا: فصل معرفي تحليلي، وأحيانًا تأويل أيديولوجي معاصر يسعى إلى "تسييل" عناصر التراث في النقاش العربي الراهن.يركز الجابري على ما يسميه بـ"العقل البياني" و"العقل البرهاني" و"العقل العرفاني"، وهي ثلاث آليات كبرى حكمت علاقة الفكر العربي بتراثه وواقعه. وفي هذا الإطار، يدافع عن أطروحة مركزية: استئناف العقل البرهاني، ممثلًا في فلسفة ابن رشد، باعتباره المخرج الممكن لتحديث الفكر العربي. ومن هذا المنطلق، فإن الجابري لا يسعى فقط إلى قراءة التراث، بل إلى "بناء موقف منه"، وهو ما يجعل مشروعه ملتزمًا بصورة مزدوجة معرفيًا وأيديولوجيًا. أثارت أطروحات الجابري نقاشًا واسعًا، خصوصًا من قبل مفكرين اعتبروا أن موقفه المعرفي "الحيادي" كان في كثير من الأحيان خاضعًا لضغوطات السياق السياسي والفكري لزمنه، ما جعله يتعامل مع بعض عناصر التراث من منطلق غائي أو انتقائي. كما اعتبر بعض النقاد أن استعادة الجابري لفلسفة ابن رشد تنطوي على نوع من "الانحياز الإيديولوجي" الذي يجعل من العقلانية الرشدية بديلًا ميتافيزيقيًا بدل أن تكون أداة للقراءة النقدية فحسب.كما تعرض المنهج الإبستمولوجي الذي استعمله الجابري للجدل، إذ تساءل البعض عن مدى ملاءمة مناهج المعرفة الحديثة (لاسيما البنيوية والتفكيكية) في قراءة نصوص تأسست في سياقات ما قبل حداثية. ومع ذلك، فقد مثّل الكتاب لحظة تأسيسية في الفكر العربي الحديث، حيث وسّع من أفق التعامل مع التراث بوصفه "موضوعًا للبحث" لا "مرجعية للاتباع".وقد أثّر هذا العمل في أجيال من الباحثين الذين سعوا لتوسيع مشروع نقد العقل العربي أو مراجعته. كما ألهم مقاربات جديدة لقراءة الفلسفة الإسلامية ضمن شبكة التوتر بين العقل والإيمان، النقل والعقل، الذات والآخر.وعليه، فإن نحن والتراث لا يُعدّ مجرد كتاب في التاريخ الفكري، بل هو أيضًا مشروع لإعادة موضعة التراث العربي الإسلامي ضمن أسئلة الحاضر، عبر مساءلته ونقده وإعادة فهمه في ضوء حاجات النهضة والتحديث.